# انفجار يسر 2008
وقع انفجار يسر 2008 في 19 أغسطس 2008، عندما قاد انتحاري سيارة محملة بالمتفجرات وقام بتفجيرها في حشد من المجندين شبه العسكريين المنتظرين خارج أكاديمية الشرطة لتلقي الامتحانات في بلدية يسر، ولاية بومرداس، في الجزائر العاصمة، مما أسفر عن مقتل 43 شخصًا وإصابة 38 آخرين. ويشتبه في أن تنظيم القاعدة في بلاد المغرب الإسلامي هو المسؤول عن الحادث.

## ردود الفعل الدولية

### المنظمات الدولية
- الاتحاد الأوروبي - أدانت رئاسة الاتحاد الأوروبي الفرنسية التفجير، وأصدرت بيانًا يدين فيه الاتحاد الأوروبي «بشدة الأعمال الإرهابية التي أودت بحياة العديد من الأرواح»، مشيرة إلى أن الشعب الجزائري هو «مرة أخرى ضحية للعنف الإرهابي الأعمى والوحشي.»[1]

### الدول
- الجزائر – أطلق وزير الداخلية الجزائري، يزيد زرهوني، على هذا التفجير أنه «عمل ضد الجزائريين، فهذه العصابات الإرهابية تسعى من خلال شن هجمات ضد المدنيين إلى تخفيف الحصار الشديد حولها حيث تقودهم قوات الأمن إلى طريق مسدود».
- فرنسا - اتصل رئيس الوزراء الفرنسي، فرنسوا فيون، بنظيره الجزائري مؤكدًا له «دعم فرنسا في الحرب ضد الإرهاب».[1]
- إيطاليا - عبر رئيس الوزراء الإيطالي، سيلفيو برلسكوني، عن دعمه لقيادة الجزائر.[1]
- روسيا في بيان لأندريه نيستيرينكو، المتحدث باسم وزارة الخارجية الروسية، قال فيه، «نعرب عن خالص تعازينا لأقارب وأصدقاء القتلى والجرحى، وندين بشدة هذه الأعمال الإرهابية الوحشية الدامية الأخيرة»، مضيفًا «ونؤكد تضامننا مع الجزائر ودعمنا لإجراءات السلطات في القضاء على الإرهاب».[2]
- إسبانيا - اتصل وزير الخارجية الإسباني، ميغيل أنخيل موراتينوس، بنظيره الجزائري للتعبير عن تعازيه ودعم الشعب الإسباني. وصرحت الوزارة في بيان لها، «تعرب الحكومة عن استيائها وإدانتها الشديدة للهجوم الإرهابي الجبان يوم الأربعاء ضد السكان المدنيين في البويرة، والذي خلف وراءه العديد من القتلى والجرحى، بعد يوم واحد من الهجوم في يسر».[3]

## وصلات خارجية
- Bombing kills dozens in Algeria